# 河井克行
河井 克行（かわい かつゆき、1963年〈昭和38年〉3月11日 - ）は、日本の政治家。ブータン王国首相国家顧問。
衆議院議員（7期）、自由民主党総裁外交特別補佐、内閣総理大臣補佐官（第3次安倍第1次改造内閣）、法務副大臣（第1次安倍改造内閣・福田康夫内閣）、外務大臣政務官（第2次小泉改造内閣・第3次小泉内閣）、衆議院・外務委員長、法務大臣（第101代）、きさらぎ会幹事長、広島県議会議員（1期）を歴任した。
河井夫妻選挙違反事件で実刑判決を受け、2021年から服役していたが、2023年11月に仮釈放された。

## 来歴

### 生い立ち
広島県三原市生まれ。三原市は、河井の父と母が出会い結ばれ、河井が生まれて幼稚園年中組まで過ごした古里である。三原市本町、曹洞宗・香積寺の前にある六畳二間の生家は平屋の賃貸で風呂がなく、幼少期の河井は母に手を引かれ銭湯に通っていた。熱心なカトリック教徒であった母親の影響で克行も教会に通い、信徒となった。
小学生になる前、現在の広島市安佐南区山本地区に引っ越す。1969年、広島市立山本小学校に入学。その後安古市町上安（現在の広島市安佐南区安東2丁目）に引っ越し、広島市立安小学校に転校する。薬剤師の免許を持つ母親は「カワイ薬局」という小さな薬局を開き、家族は店舗の2階に住んだ。
1977年春、薬局から2キロほど離れた向ヶ丘団地の父親が建てた高台の一軒家に引っ越す。広島学院中学校・高等学校を経て、1985年に慶應義塾大学法学部政治学科（専攻：東南アジアの国際政治）を卒業。松下政経塾に入塾（第6期生）した。同期生に、静岡県静岡市長の田辺信宏や福井県越前市市長の奈良俊幸などがいる。中高の同級生に風見しんごとイースト (番組制作会社)取締役でテレビプロデューサー
の角井英之がいる。
1988年、アメリカ合衆国オハイオ州デイトン市行政管理予算局国際行政研修生となる。1990年、松下政経塾を卒塾し、出身地である広島県に帰郷。
1991年、広島県議会議員選挙に広島市安佐南区選挙区から立候補し初当選した。

### 衆議院議員へ

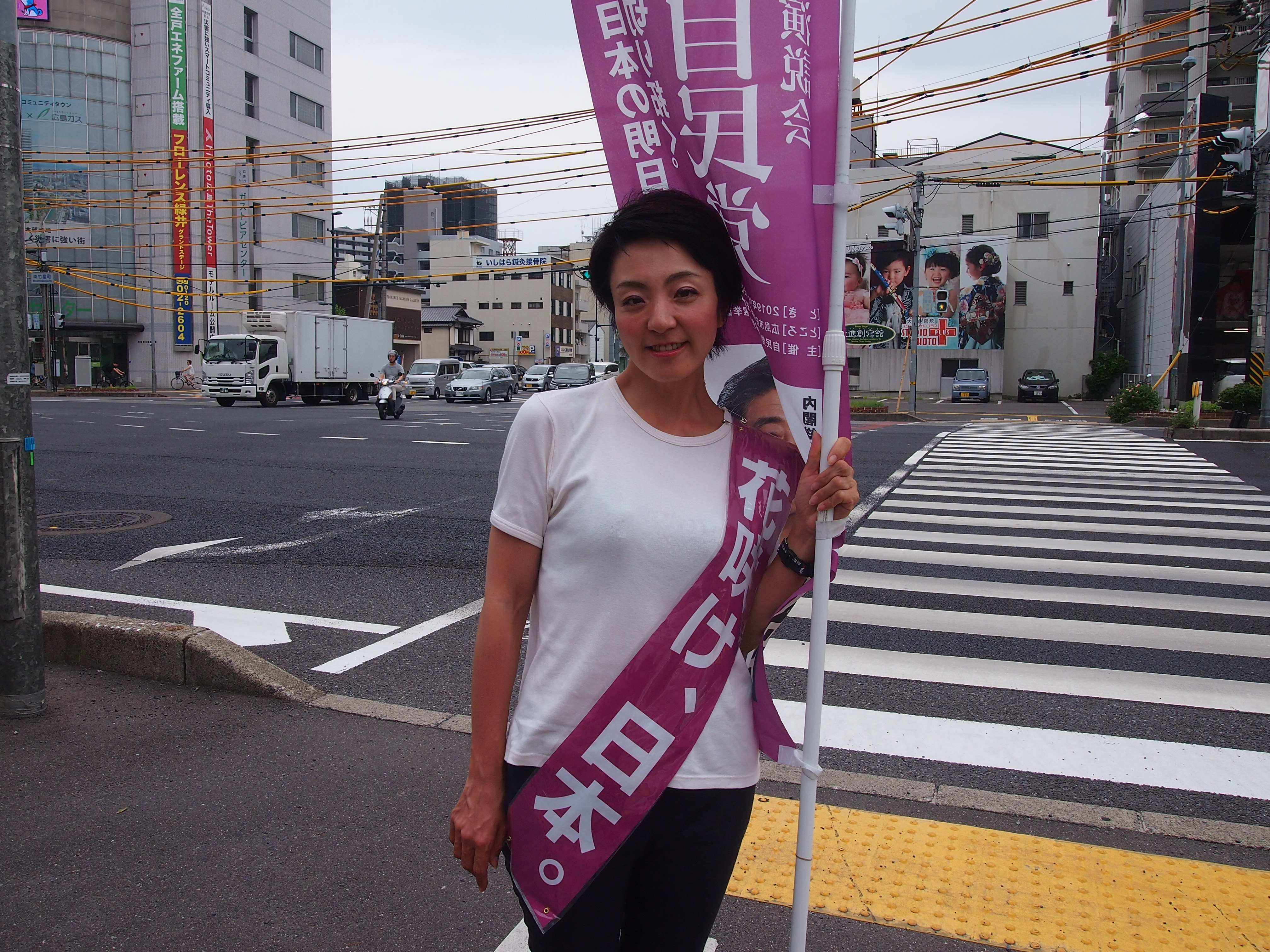
2001年に結婚した河井案里

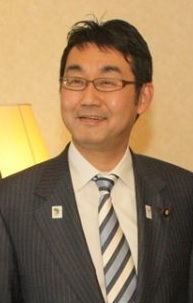
2013年6月撮影

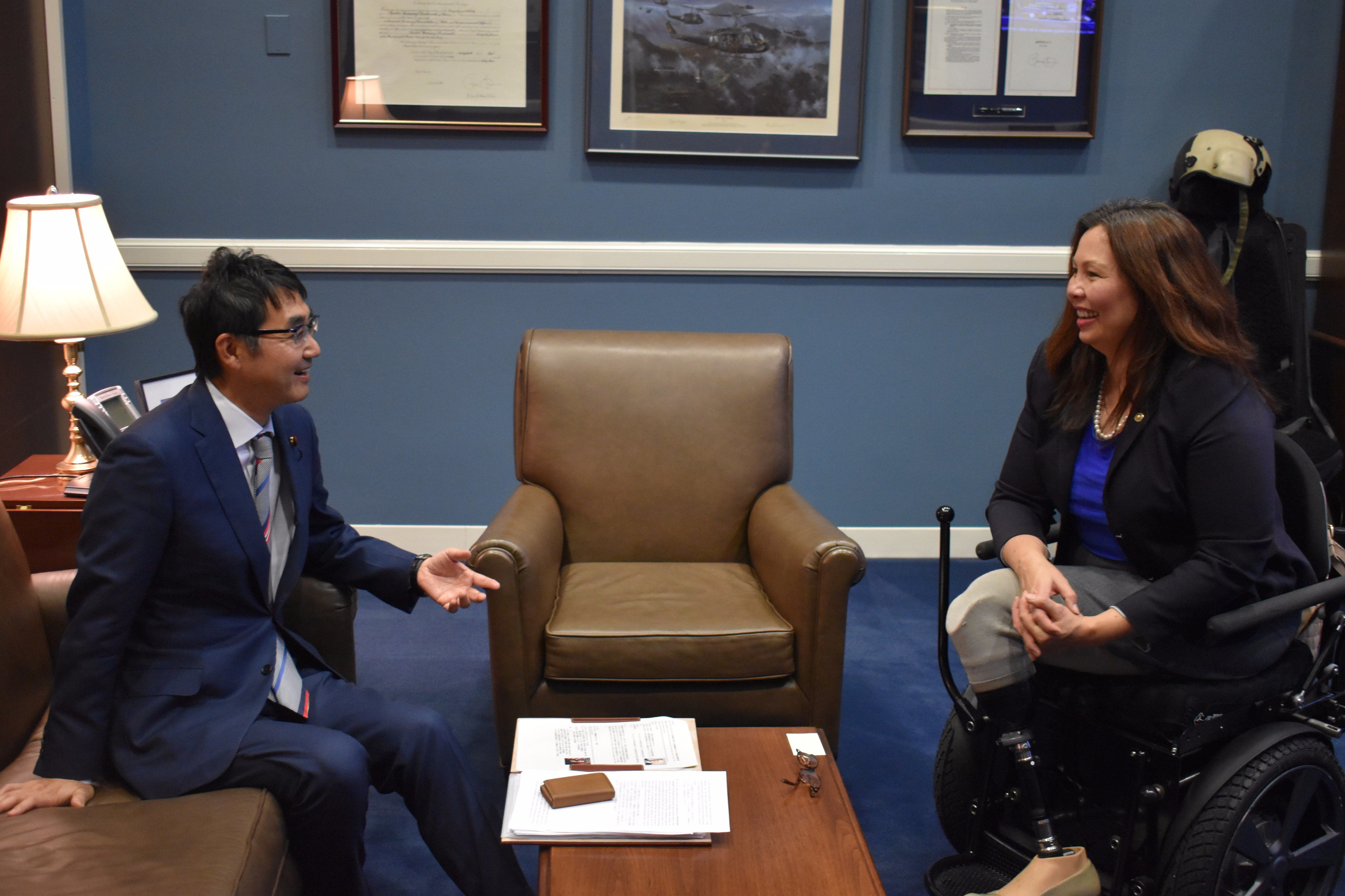
2017年、ワシントンD.C.にて自民党総裁外交特別補佐として民主党の上院議員、タミー・ダックワースと会談する河井

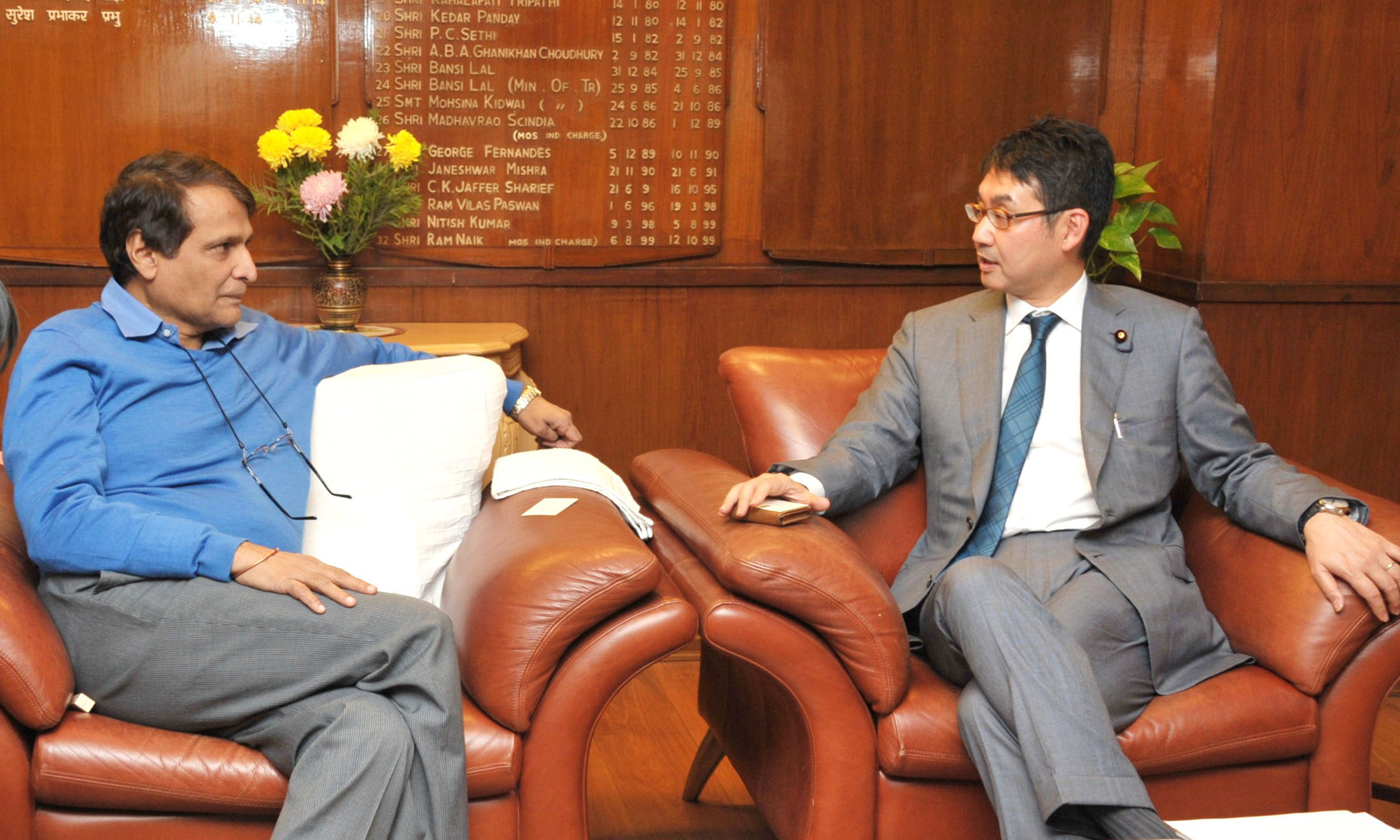
2018年、インド鉄道大臣スレーシュ・プラブとニューデリーにて

衆議院の旧広島1区は定数3のうち自民党が2議席占めていたが、1993年の第40回衆議院議員総選挙に際し、岸田文武は前年に死去、粟屋敏信は新生党に移った。党は岸田文武の息子の岸田文雄と河井の2人に公認を出すも、岸田はトップ当選、河井は候補者8人中6位で落選した。
1996年、第41回衆議院議員総選挙に広島3区から自民党公認で立候補し、新進党新人の増原義剛らを破り、初当選した。
2000年6月の第42回衆議院議員総選挙では、前回の選挙で破った無所属の増原義剛に敗れ、比例復活もならず落選。支援者から「最大の敗因は独身であること」と指摘され、気落ちしているときに知人から、科学技術振興事業団（現・科学技術振興機構）に勤務していた河井案里（当時の姓は前田）を紹介される。東京で紹介者をまじえて夕食をともにし、2次会で赤坂のスナックに行った。「天城越え」を歌う案里を見初め、その日のうちに交際が決まった。2001年4月20日に広島市内のホテルで結婚式を挙げた。
増原がその後自民党に入党したため、以後2009年の第45回衆議院議員総選挙まではコスタリカ方式が採られ、河井、増原が交互に比例中国ブロック、広島3区から立候補する構図が続く。2003年の第43回衆議院議員総選挙では比例中国ブロック単独2位で立候補し、3年ぶりに国政に復帰した。2004年、第2次小泉改造内閣で外務大臣政務官に任命され、第3次小泉内閣まで務める。
2007年、第1次安倍改造内閣で法務副大臣に任命され、福田康夫内閣まで務める。2009年の第45回衆議院議員総選挙に比例中国ブロック単独3位で立候補し、4選。2011年6月、鳩山邦夫を中心に結成された「きさらぎ会」に参加し、同会幹事長を務める。
2012年9月の自由民主党総裁選挙では安倍晋三を支持し、安倍の推薦人に名を連ねた。
2012年の第46回衆議院議員総選挙では、広島3区で民主党前職の橋本博明を比例復活すら許さない大差で破り、5選。選挙後の第182回国会において、衆議院・外務委員長に起用された。
2014年の第47回衆議院議員総選挙では、民主党元職の橋本に前回よりも票差を縮められたものの、橋本に比例復活を許さず、6選。2015年、第3次安倍第1次改造内閣で内閣総理大臣補佐官（ふるさとづくり推進及び文化外交担当）に任命された。
2017年の第48回衆議院議員総選挙では、無所属・連合推薦の塩村文夏、日本維新の会公認の今枝仁ら5候補を破り、7選。

### 公職選挙法違反事件
2019年3月13日、自民党は河井案里を、7月の参院選広島県選挙区の2人目の公認候補に決定した。克行は3月下旬から三原市長の天満祥典や県議（当時）の児玉浩など多数の公職者に現金をばらまき始めた。
同年7月4日、第25回参議院議員通常選挙が告示され、案里が二人目の自民党公認候補として立候補した。改選定数二の広島県選挙区に、宏池会現職の溝手顕正と案里の二人を擁立した理由を、安倍晋三内閣総理大臣（自民党総裁）は「広島は、自民党と野党で議席を分け合ってきたでしょう。2人区は与野党で1議席ずつとなりがちで、選挙運動も緩慢になってしまいがちなのです。ただ、実際19年は3人区の千葉では2人を擁立し、2人とも当選しました。北海道も3人区ですが、自民党が2人当選しました。安倍政権になってから、こういう厳しい戦いを地元にお願いして、勝利してきたのです。」（安倍晋三著『安倍晋三回顧録』中央公論新社　５８ページ）と述べている。
さらに、溝手が過去安倍を批判したことや、菅義偉官房長官が広島が地元の岸田文雄に対して対抗心を燃やしたことが、河井案里擁立につながったのではないかとの穿った見方に対しても、「広島は、池田勇人首相や宮澤喜一首相を輩出した自民党の金城湯池です。2人当選が無理だというのは、甘えでしょう。溝手氏は落選しましたが、直前の世論調査では案里氏に勝っていましたよ。負けた責任を自民党執行部に押しつけるのは、筋違いでしょう。」（安倍晋三著『安倍晋三回顧録』中央公論新社　５８ページ）と、安倍は溝手陣営や自民党広島県連の姿勢を厳しく批判している。
また、自民党本部が案里氏側に提供した１億５０００万円について安倍は「自民党広島県連は、参院選に向けてパーティを開いて、集めたお金をすべて溝手氏のために使っていました。河井氏側にはゼロでした。街宣車も河井氏には使わせなかった。だから党本部が支援するのは当然なのです。政党本部から支部への政治資金の移動は何ら問題がありません。金額が多いと言う指摘はありましたが、１選挙区で１億円以上出費した例はいくらでもあります。小泉政権時代の2004年の参院選で、私は幹事長として資金を差配しましたが、もう少し頑張れば勝てそうだ、という選挙区には多めに渡しましたよ。事前の調査で全くダメな人と、圧勝している選挙区には、ほとんど出しませんでした。」（安倍晋三著『安倍晋三回顧録』中央公論新社　５９ページ）と実情を述べている。
同年9月11日、第4次安倍第2次改造内閣で法務大臣として初入閣。
同年10月30日、参院選の案里の選挙運動に関して、選挙スタッフに法定の上限額を超える報酬を渡していたとされる公職選挙法違反疑惑が「週刊文春」電子版で報じられる。これを受けて10月31日、安倍晋三首相に法務大臣の辞表を提出し、受理された（後任は森雅子）。
事件発覚後、克行と案里は公の場からそろって姿を消し、第200回国会（2019年12月9日まで）および各委員会を欠席し続けた。
2020年3月3日、広島地検は克行の政策担当秘書、案里の公設秘書、陣営幹部の3人を公職選挙法違反（買収）の疑いで逮捕した。24日、夫妻の秘書2人を同法違反の罪で起訴した。
6月16日、広島地裁が案里の公設秘書に公職選挙法違反（買収）の罪で懲役1年6ヶ月執行猶予5年の有罪判決を言い渡した。翌17日、案里と共に自民党に離党届を提出し受理された。
6月18日、広島県内の地方議員や首長ら94人に投票や票の取りまとめを依頼し、計約2,570万円の報酬を渡したとして、妻の案里と共に東京地検特捜部によって逮捕された。法務大臣経験者の逮捕は戦後初。
7月8日、公職選挙法違反（買収）の罪で妻の案里と共に起訴された。同月9日、保釈を請求するも却下。
8月25日、東京地裁にて初公判が開かれた。ところが9月15日、専任弁護士を全員を解任し、案里と公判を分離する事態となる。
2021年3月3日、東京地裁は河井克行の保釈を認める決定をした。保釈保証金は5,000万円で即日納付され、同日保釈された。
同年3月18日、近く議員辞職をする意向を固めたと報じられた。3月23日、東京地裁の被告人質問で、克行はそれまでの全面的な無罪主張を一転させ、起訴内容の多くについて買収の意図を認めた。同時に辞職する考えを表明した。同日午前、自民党幹事長の二階俊博は記者会見で、「議論の余地のないこと。党としても、こうしたことを他山の石としてしっかり対応していかなければならない」と述べた。3月25日、衆議院に議員辞職願を提出。4月1日の本会議で辞職が許可された。
4月5日、被告人質問で「もはや、有権者から審判をもらう資格はない。生涯にわたって選挙に立候補することは致しません」と発言し、政界からの引退を表明した。
6月18日、東京地裁で判決公判が行われ、懲役3年、追徴金130万円の判決が言い渡された。実刑判決が下ったため保釈も取り消され、再度東京拘置所に収監された。
2021年10月21日、当初予定だった控訴を取り下げた。これにより実刑判決が確定。その後、栃木県さくら市の喜連川社会復帰促進センターに収監。法務大臣を経験した人物が受刑者となるのは史上初めてであった。
2023年11月29日に仮釈放された。刑期満了は翌2024年であったが、刑務所内での生活態度や更生への意欲などが考慮された。
2024年2月、広島市入りし県北や福山市もまわりお詫び行脚を行った。6月18日、刑期満了。10月19日、京都大学で開かれた日本犯罪社会学会第51回大会に出席し、服役中の体験を語った。
2024年11月29日、4団体（克行の「党県第三選挙区支部」「日本の夢創造機構」「河井克行後援会『三矢会』連合会」と、案里の「党県参院選挙区第七支部」）の政治団体の政治資金収支報告書（2020、2021年分）が収支不明のまま廃棄されたことが分かったと報じられた。政治資金規正法が義務付ける公表から3年間の保存期間が過ぎ、総務省と広島県選管が判断した。
2025年3月5日、ブータンの首相国家顧問に任命されたことが明らかになった。同国のツェリン・トブゲ首相によると、外交・経済分野での協力や助言を求めているという。

## 選挙・役職
- 1991年（平成3年） 広島県議会議員選挙に広島市安佐南区選挙区から立候補し、初当選。
- 1993年（平成5年） 第40回衆議院議員総選挙に旧広島1区より立候補し、落選。
- 1996年（平成8年） 第41回衆議院議員総選挙に広島3区より立候補し、初当選。
- 2000年（平成12年） 第42回衆議院議員総選挙に広島3区より立候補し、無所属の増原義剛に敗れ、重複立候補していた比例中国ブロックでの比例復活もならず落選。
- 2003年（平成15年） 第43回衆議院議員総選挙に比例中国ブロックから単独3位で立候補し当選。（2期）
- 2004年（平成16年） 第2次小泉内閣において外務大臣政務官に就任する[8]。
- 2005年（平成17年） 第44回衆議院議員総選挙に広島3区から立候補し、当選。（3期）
- 2005年（平成17年） 総選挙後発足した第3次小泉内閣で外務大臣政務官に再任される。
- 2005年（平成17年） 自由民主党国会対策副委員長に就任する。
- 2006年（平成18年） 自由民主党国防部会長に就任する。
- 2007年（平成19年） 第1次安倍改造内閣で法務副大臣に就任する[8]。
- 2007年（平成19年） 福田内閣で法務副大臣に再任する[8]。
- 2008年（平成20年） 自由民主党副幹事長に就任する。
- 2009年（平成21年） 第45回衆議院議員総選挙に比例中国ブロックより単独2位で立候補し当選。（4期）
- 2009年（平成21年） 自由民主党国会対策副委員長に就任する。
- 2011年（平成23年） 自由民主党組織運動本部地方組織、議員総局長に就任する。
- 2011年（平成23年） 衆議院外務委員会筆頭理事に選任される。
- 2012年（平成24年） 自由民主党副幹事長に就任する。
- 2012年（平成24年） 第46回衆議院議員総選挙で広島3区より立候補し、当選。（5期）
- 2012年（平成24年） 衆議院外務委員長に選任される。
- 2013年（平成25年） 自由民主党総務会副会長に就任する。
- 2014年（平成26年） 第47回衆議院議員総選挙に広島3区から立候補し、当選。（6期）
- 2015年（平成27年） 第3次安倍改造内閣で内閣総理大臣補佐官に就任する。
- 2015年（平成27年） 第3次安倍改造内閣で内閣総理大臣補佐官に就任する。安倍内閣で外交担当の総理大臣補佐官が設置されたのは河井が初めて。
- 2016年（平成28年） 第3次安倍第2次改造内閣で内閣総理大臣補佐官に再任される。
- 2017年（平成29年） 河井のために自由民主党総裁外交特別補佐が新設され就任する[52]。
- 2017年（平成29年） 第48回衆議院議員総選挙に広島3区から立候補し、当選。（7期）
- 2019年（令和元年）  第4次安倍第2次改造内閣で法務大臣に就任する[53]。
- 2019年（令和元年） 10月31日付で法務大臣を辞任[54]。
- 2021年（令和3年）4月1日、衆議院議員辞職。
- 2025年（令和7年） ブータン王国の首相国家顧問に就任[51]。

## 活動・主張

### 防衛政策
北朝鮮や中国の弾道ミサイルの脅威への抑止力のためのミサイル防衛（MD）に関する日米協力強化を目的とする超党派議連「日米同盟コーカス」に所属している。2015年10月には長島昭久、松野頼久とともに訪米し、米下院軍事委員会戦略軍小委員会のメンバーと共同で作業部会を立ち上げた。
2017年3月の「ハドソン研究所」における講演では、北朝鮮について「経済的に北朝鮮を支えているのは中国だ」とし、北朝鮮に自制を求めるため中国が影響力を行使する必要があると述べた。また韓国大統領選挙について「韓国の次の政権が日米韓３か国の連携の重要性を十分理解することを期待している」と述べ、情勢を注視していくとしている。
さらに、河井は核やミサイルの開発を加速させる北朝鮮に対し「圧力を強める時だ」と指摘した上で自衛隊による中距離弾道ミサイルなどの保有を検討すべきだという考えを示した。河井は、北朝鮮による弾道ミサイルの発射や6回目の核実験について「全く容認できない」と非難し、「今は対話でなく、圧力を強める時だ」「われわれは日本を取り巻く安全保障環境がこれまでとは決定的に異なる次元に移った現実を直視しなければならない」と述べた。
中国による南シナ海進出に関しては、2016年12月11日にワシントンにおけるコーカー上院議員との会談で”中国による南シナ海の人工島の軍事拠点化を止めるためには米軍の航行の自由作戦だけでは不十分”で「それだけでは今の軍事化を止めることができない」と述べた。さらにコーカー議員に対して「南シナ海情勢の悪化は、米国の国家安全保障そのものにも甚大な危機をもたらす」と伝えている。

### 科学技術政策
2008年5月に成立した宇宙基本法に宇宙平和利用決議等検討小委員会の委員長代理として関わり、草案を作成。草案は公明党や民主党との協議を経て、多少の修正はありつつも大筋で合意された。

### 法務政策
「法曹養成と法曹人口を考える国会議員の会」の事務局長を務めており、法曹人口増員計画の見直しを主張している。

### 地方創生
2014年の広島県豪雨被害を受け、土砂災害防止法の改正を検討する作業部会の座長として土砂災害防止法の改正を中心的に取り組んだと述べている。

### 内閣総理大臣補佐官として
日米同盟
河井は、安倍晋三総理大臣の特命を受け、ワシントンD.C.に３４回出張を繰り返した。ホワイトハウス、国防総省、国務省などの連邦政府、連邦議会、有力シンクタンク、メディアなどに「日米同盟を深化させたい」という安倍のメッセージを伝えて回った。連邦議会上下両院の議員延べ２７１名、実数で１１８名と会談を重ねた。日本の首相として史上初めて米国連邦議会上下両院合同会議での演説が実現した背景について安倍は、「そもそも日本のロビー外交は弱いのです。日本大使館の議会担当者は、2年くらいで異動しちゃうわけで、なかなか米国の議員に食い込めなかった。先方も、大使館の人間だと、会ってくれない。でも、こちらが国会議員ならば先方の対応も変わるのです。河井克行首相補佐官は、足繁く米国の議員を回って人脈をつくってくれました。」（安倍晋三著『安倍晋三回顧録』中央公論新社　１５６ページ）と明かし、河井のワシントンD.C.での活動を評価している。
アジア（インド太平洋地域）
2015年11月2日～6日豪州に派遣され、中国の南シナ海進出を念頭にシノディス官房長官、ビショップ外相と会談、「インド太平洋地域の平和と安定に向け、戦略的で特別なパートナーシップが重要」という認識で一致した。
フィリピンでロドリゴ・ドゥテルテが大統領に就任した際には、総理親書をもってフィリピンへ派遣された。2016年12月にフィリピンを訪問しドゥテルテ大統領と会談している。
河井は、12月21日付『夕刊フジ』において、米国の中国への対応について、中国を『戦略的競争相手』として「中国の脅威をはっきり盛り込んでいる」として、中国への風当たりが今後強くなることを予測している。
欧州
河井は、英国で親中派として知られるオズボーン財務相が就任すると、特使として派遣され、対中傾斜への懸念を示した。会談後の記者との会見で「日英関係の戦略的な重要性で一致した」と述べた。さらに東アジアの安全保障状況について、南シナ海への中国の進出を念頭に「法の支配の徹底」にむけた連携強化をしたいとした。
2016年7月24日～30日まで英国、ドイツ・フランス・イタリアを訪問。イタリアではイタリア政府のほかに、バチカン市国のカミレリ財務次官と会談。河井は法王フランシスコの早期来日を要請し、カミレリは「来年の訪日を真剣に検討したい」と応じた。
アフリカ
2016年1月28日～2月3日まで「アフリカ連合総会」に出席し出席した16か国のの首脳を会談を行った。
2016年5月8日～13日でアフリカのガーナ・ケニアを訪問。ガーナではマハマ大統領に総理大臣の親書を手渡し、ケニアでは内閣府の「アフリカ経済戦略会議議長代行」としてルト副大統領とモンバサ港地域の経済協力について会談した。
中近東
2016年2月14日～20日、イランへ派遣された。これはイランの核開発計画に対して、米国などの6か国が合意した「包括的行動行動計画」の履行日に際し、経済協力が再開されるための訪問で、ヴェラヤティ最高指導者外交顧問や、ザリーフ外務大臣と会談した。
2017年4月のシリア情勢の変化に対して、河井は特使としてトルコ、アラブ首長国連邦、エジプトに派遣された。トルコではエルドアン大統領に安倍首相の親書を手渡した上で、政府関係者と意見交換を行う。

### 法務大臣として
- 児童虐待防止に向け関連部局のメンバーを入れた検討会を立ち上げるよう指示し、数カ月以内に防止策の方向性を定めるとしている[76]。
- 国外退去を命じられた外国人が出国を拒み、施設に長期間収容されている問題で、健康上の問題などで一時的に釈放されたあと行方がわからなくなるケースが増えていることについて、「出入国管理体制の根幹を脅かし、社会秩序や治安にも影響を与えかねない」と述べ、必要な対策の検討を急ぐ考えを示した[77]。
- 2019年10月10日夜、在留外国人に対し、大型で非常に強い令和元年東日本台風（台風19号）への注意を英語で呼びかける動画を公開した。台風は12～13日に近畿から東日本に接近するとみられ、河井は「最大限の警戒をしてほしい」と話し、観光庁が監修した災害時情報提供アプリ「Safety tips」が英語や韓国語、中国語、ベトナム語など11カ国に対応していることも紹介し、スマートフォンにダウンロードして情報を収集するよう呼びかけた[78]。12日朝までに視聴が1万回を超えた、河井は「より多くの外国人に見てほしい」と動画の拡散を訴えている[79]。

## 人物

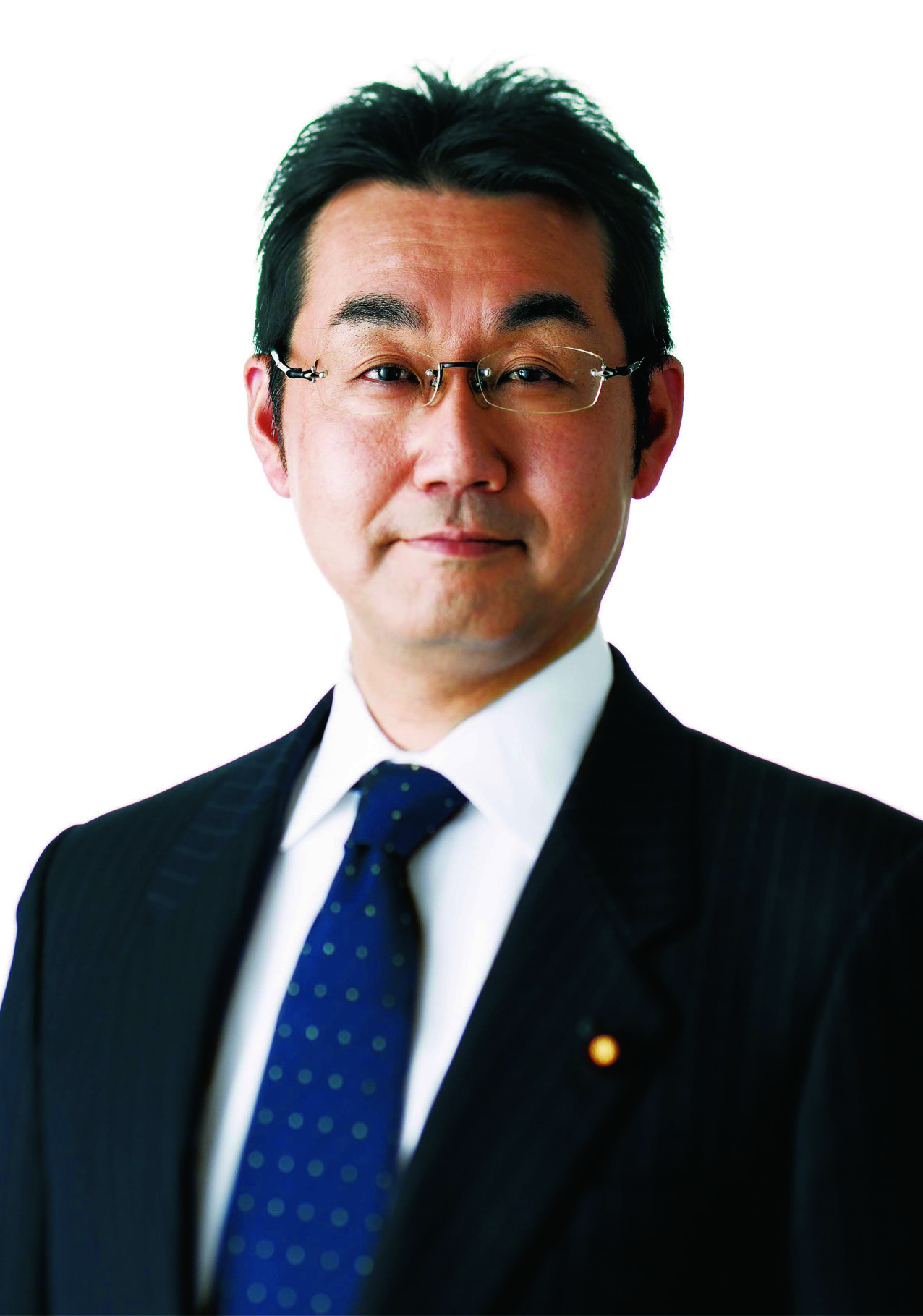

### 人柄
- 2016年、秘書へのパワハラ疑惑を報じられた際、広島市の小学校時代の後輩が取材に対し「河井先輩のアダ名はスネ夫。実家は薬局経営の裕福な家庭で事あるごとに、僕と君らでは育ちが違うみたいなことを言う嫌みなヤツだった。当然、皆から嫌われていた」とコメントしている[5][80]。少年の頃の河井は、近所の子供たちに勉強を教え、毎朝5時に起床して机に向かっていたという[7]。
- 2018年2月、出身地の三原市を訪れ、50年ぶりに三原神明市に参加した[4]。河井が生家の隣の大家に声を掛けたところ、大家は「昨日のことのようによく覚えていた」という[4]。
- 大のアライグマ好きで、アライグマのグッズを収集している。ブログのタイトルは「あらいぐまのつぶやき」、LINEのアカウント名は「あらいぐま」である[81][82][83]。
- ゲームマニアでもあり、LINEバブルはプロの腕前を誇る[84]。

### 安倍晋三との親交
- 安倍晋三の側近の一人だった。先述の公選法違反も当時の首相であった安倍の意向と言われているほか、自身のウェブサイトに掲載する活動報告「月刊 河井克行」においても安倍との関係の深さを繰り返し強調していた[85]。2016年盛夏号では、安倍が山形県の農家を訪れた際に進行役を務めたことをPR[86]。 同年錦秋号には、安倍とともにケニア共和国に向かう写真を表紙に掲載[87]。2017年新春号には、安倍らとともにこぶしを突き出して気勢を上げる写真を掲載[88]。2018年早春号では、安倍から「今後は私の特命に基づいた議員外交を党において行うように」と命じられ、新設ポストの自民党総裁外交特別補佐に登用されたとつづった[89]。

- 『月刊Hanada』2018年7月号が「総力大特集 安倍政権はなぜ強い」という特集を組んだ際、「安倍総理こそノーベル平和賞だ」と題する文章を寄稿した。その中で「北朝鮮のしたたかさ、嘘と欺きの歴史、騙しの手口を、官僚が作った紙ではなく、衆議院議員に初当選した二十五年前からの実体験に基づいて詳しく解説できるのは、世界中で安倍総理しかいません」と述べ、安倍晋三の平和実現への寄与を詳しく解説した[90]。

- 2015年10月7日に第3次安倍第1次改造内閣が発足すると、河井は内閣総理大臣補佐官に任命された。日本経済新聞は2016年6月17日付の記事で、「安倍晋三総理を支える5人衆」の一人として、河井を、長谷川栄一内閣広報官、衛藤晟一補佐官、柴山昌彦補佐官、和泉洋人補佐官と並び称した。同記事は河井を「文化外交担当。米議会などに人脈がある」とした上で「今年に入り米国、イラン、ケニアなど10か国を訪問」し、「安倍総理が本当に考えていることを要人に伝え、率直な感想を聞いて持ち帰ることが仕事だ」と報じた[91]。
- 2022年7月8日、安倍が銃撃された時は前述の公職選挙法違反事件により、喜連川社会復帰センターに収監中だったため、ラジオで事件の一報を聞いた際も実感が湧かないままだった。その日の夜に妻の案里から安倍が死亡したことを伝える電報を受け取った際に初めて現実の出来事と感じられると同時に独房でひたすら祈り続けることしかできなかったと述べている[47]。

### その他の交流
- 鳩山邦夫の側近の一人だった。鳩山が設立した派閥横断型の政策グループ「きさらぎ会」の会合に定期的に参加。「きさらぎ会」では幹事長を務めた[92]。
- 北海道2区選出の衆議院議員吉川貴盛と衆議院初当選同期であり、河井は自身のブログに吉川と写っている写真を載せ、「家族ぐるみのお付き合い」と紹介していた[93]。
- 河井は1996年に衆議院に初当選して以来野中広務に「ひとかたならぬお世話になった」ことを自身のブログで明かしている[94]。2018年4月14日、京都市内のホテルで行われた「故野中廣務先生お別れの会」に河井は参列している[94]。

### 信仰
河井は6歳の時、洗礼を受け、朝と晩の1日2度のお祈りを欠かさなかったという。また母に連れられて安佐南区内のカトリック教会に通った。河井が通った広島学院中学・高校はカトリックのイエズス会信者たちが創立した学校である。2005年に前教皇ベネディクト16世が就任して以来それまでに計6回にわたりバチカンを訪問し、教皇訪日を要請してきたことを明かしている。
世界平和を希求するローマ教皇が日本を訪れて祈りを捧げることの意義を河井は何度も訴えている。
河井の母親の聡子が2005年に死去した際には葬儀・告別式が広島市安佐南区祇園のカトリック祇園教会で行われており、河井が喪主を務めた。
公職選挙法違反（買収など）の罪に問われた河井は2021年3月23日に行われた被告人質問で、買収を認めた経緯について語り、「20年以上交流がある神父の言葉で決意を固めた」ことを明かしている。

## 家族
河井家
- 父・宏雄[7]（社会福祉法人清風会理事[98]） - 1934年生まれ[98]。広島県廿日市市にある広島県厚生農業協同組合連合会・広島総合病院（現在のJA広島総合病院）に勤務し、一時は事務長を務める[7]。1977年春、向ヶ丘団地の高台に分譲地を購入し住宅ローンを組み、2階建の一軒家を建てる[7]。河井が国会議員になると公設秘書になる[7]。広島安佐ロータリークラブに1999年11月入会、2002年から2003年度会長、2013年3月に一度退会したが、その年の8月に再入会する[99]、2017年8月をもって、体調不良のため退会する[99]。住所は広島県広島市安佐南区高取北1丁目[98]。河井が喜連川社会復帰促進センターに収監中の2022年3月29日に88歳で死去。父親の死に目に遭えなかった悲しみと亡父への悔悟を著書で述べている。（河井克行著『獄中日記』飛鳥新社35ページ「父への詫び状」）なお同書の扉書きには「僕が受刑中に亡くなった父・宏雄(ひろお)と、父を天国で迎えてくれた母・聰子(としこ)の思い出に捧ぐ。」と記してある。
- 母（薬剤師、旧姓・村上）[7] - 広島県沼隈郡内海町（現在の福山市）に育つ[7]。カワイ薬局を開き、白衣姿でひとり立った[7]。2005年、76歳で亡くなる[7]。霊名はモニカ[7]。
- 妹 - 河井の公設秘書を務めた[7]。
- 妻・案里 - 元参議院議員[7]

## 不祥事

### 参院選における公選法違反疑惑問題
2019年10月31日、参院選の案里の選挙運動に関して、選挙スタッフに法定の上限額を超える報酬を渡していたとされる公職選挙法違反疑惑を「週刊文春」で報じられたことを受け、安倍晋三首相に法務大臣の辞表を提出し、受理された（後任は森まさこ）。
同年11月27日、神戸学院大学の上脇博之教授ら11人は公選法違反の罪で河井夫妻らに対する告発状を広島地検に提出した。事件発覚後、河井と妻は公の場からそろって姿を消し、第200回国会（2019年12月9日まで）および各委員会を欠席し続けた。
2020年1月15日、広島地検は河井夫妻の事務所を家宅捜索した。河井夫妻は同日深夜に記者団の取材に応じた。いずれも謝罪したが、議員辞職、離党については否定した。同年1月23日、前年7月の参院選の公示前、自民党本部から案里が支部長を務める「広島県参議院選挙区第七支部」に対し7,500万円、克行が支部長を務める「広島県第三選挙区支部」に対し7,500万円、あわせて1億5千万円の入金があったことが明らかとなった。落選した溝手顕正が支部長を務める「広島県参議院選挙区第二支部」に対しては、党本部からの入金は1,500万円にとどまり、10倍の開きがあった。党本部が案里陣営に肩入れした実態が浮き彫りになった。選挙資金の入金先と入金時期は以下のとおり。
|         | 広島県参議院選挙区第七支部 （支部長：河井案里） | 広島県第三選挙区支部 （支部長：河井克行） |
| 4月15日 | 1,500万円★                                      |                                           |
| 5月20日 | 3,000万円★                                      |                                           |
| 6月10日 | 3,000万円★                                      | 4,500万円★                                |
| 6月27日 |                                                 | 3,000万円                                 |
| 計      | 7,500万円                                       | 7,500万円                                 |

同年3月3日、広島地検は河井の政策担当秘書、案里の公設秘書、陣営幹部の3人を公職選挙法違反（買収）の疑いで逮捕した。24日、夫妻の秘書2人を同法違反の罪で起訴した。案里の公設秘書は河井の選挙への関与について「あらゆる場面で指示をして仕切っていた」と供述した。案里は複数の党幹部に電話し「ご迷惑をお掛けしている」と陳謝した。東京・永田町の議員会館でも河井夫妻の事務所の家宅捜索が6時間半にわたって行われた。その後、夫妻は「桜を見る会」前夜祭の舞台となったホテルニューオータニ東京のガーデンタワー棟に移動したが、その深夜に検察官10数人が令状を持って室内に入り、携帯電話を押収した。その際に、検察官から「着ているものを調べさせてもらう」といわれたため、案里は自ら全裸になり、多層構造になっている生理用品までめくって中を見せた。克行は「弁護士に相談したい」と言ったが、「裁判所からの差し押さえ令状があるから、その必要はない」「逮捕するわけではないから、弁護士を呼ぶ権利はない。法務大臣だったくせにそんなことも知らないのか」と一喝された。なお、この時に河井は左膝半月板損傷を受傷した。検察官らの暴力的で粗暴な言動については、『獄中日記』８ページ〜１２ページ「僕は、受刑者になった」に詳しく当時の情景が描かれている。
同年3月29日、河井が広島市議会議員に現金数十万円が入った封筒を手渡していたことが明らかとなった（時期は2019年5～6月頃）。3月31日、河井が三原市長の天満祥典と大竹市長の入山欣郎にも現金が入った封筒を配り歩いていたことが発覚した。4月1日、安芸太田町長の小坂眞治が河井から現金20万円入りの封筒を受け取ったと取材に証言した。4月3日、元廿日市市長の眞野勝弘が市長在任中に現金を受け取った可能性があるとして広島地検から任意聴取を受けていたことが明らかとなった。眞野は携帯電話などを押収された。4月7日、小坂は町議会の議長宛てに辞職願を提出し、受理された。4月9日、広島地検は檜山俊宏県議と渡辺典子県議の事務所や自宅を公職選挙法違反の疑いで家宅捜索した。4月14日、参院選前に案里の後援会幹部に電話作戦を依頼し、10万円入りの封筒を手渡していたことが明らかとなった。4月23日、広島地検は元広島市議会議長の平野博昭と息子を任意聴取し、家宅捜索した。4月24日、廿日市市議会の元議長の市議に「案里をよろしくお願いします」と伝えた後、現金20万円を渡していたことが明らかとなった。4月28日、広島地検は広島県議3人の議員控室を家宅捜索した。
同年5月13日、広島地検が克行を公選法違反容疑で立件する方針を固めたことが明らかとなった。
6月16日、妻の案里と共に離党届を提出し受理された。
6月18日、広島県内の地方議員や首長ら94人に投票や票の取りまとめを依頼し、計約2,570万円の報酬を渡したとして、妻の案里と共に東京地検特捜部によって逮捕された。
報道されている「お金を受け取ったとされる地元政治家リスト」は以下の通り。
| 名前       | 金額（円） | 時期（頃）      | 受け取り塌所             |                                                                   |
| ---------- | ---------- | --------------- | ------------------------ | ----------------------------------------------------------------- |
| 岡崎哲夫   | 300,000    | 平成31年3月下旬 | 選挙事務所               | 2022年2月10日辞職、政界引退                                       |
| 平本徹     | 300,000    | 平成31年4月上旬 | 平本徹方                 | 2022年3月15日辞職                                                 |
| 下原康充   | 500,000    | 平成31年4月上旬 | 選挙事務所               | 2022年2月10日辞職                                                 |
| 奥原信也   | 500,000    | 令和元年5月下句 | 後援会事務所             | 2022年3月15日辞職、政界引退                                       |
| 胡子雅信   | 100,000    | 令和元年6月中旬 | 大柿市民センター         | 辞職せず2021年任期満了                                            |
| 海徳裕志   | 300,000    | 平成31年3月下句 | 選挙事務所               | 2022年3月10日辞職                                                 |
| 八軒幹夫   | 300,000    | 平成31年3月下旬 | 議員事務所               | 2022年3月14日辞職                                                 |
| 藤田博之   | 500,000    | 平成31年3月下旬 | 議員事務所               | 辞職せず2023年4月任期満了、政界引退                               |
| 宮本裕之   | 200,000    | 平成31年3月下句 | 宮本裕之方               | 議員辞職 2021年3月7日、当選、現職                                 |
| 矢立孝彦   | 200,000    | 平成31年3月下旬 | 矢立孝彦方               | 辞職せず任期満了 2021年3月28日再選 在宅起訴 2023年12月1日付で失職 |
| 今田良治   | 300,000    | 平成31年3月下句 | 後援会事務所             | 2022年3月10日辞職                                                 |
| 先川和幸   | 200,000    | 平成31年3月下旬 | 安芸高田市議会議長室     | 2020年7月17日辞職 2020年11月再選 2024年任期満了、政界引退         |
| 天満祥典   | 500,000    | 平成31年3月下旬 | 三原湾港ビル             | 2020年6月30日辞職                                                 |
| 水戸眞悟   | 100,000    | 平成31年3月下旬 | 安芸高田市議会副議長室   | 2020年7月17日辞職 2024年補選当選 2024年任期満了、政界引退         |
| 宮本新八   | 300,000    | 平成31年3月下旬 | 後援会事務所             | 2022年3月15日辞職                                                 |
| 児玉浩     | 300,000    | 平成31年3月下旬 | 選挙事務所               | 2020年7月3日辞職                                                  |
| 木山徳和   | 300,000    | 平成31年3月下旬 | 選挙事務所               | 2024年11月24日付けで辞職                                          |
| 児玉光禎   | 300,000    | 平成31年3月下旬 | 児玉光禎方               | 2023年4月任期満了、政界引退                                       |
| 豊島岩白   | 300,000    | 平成31年3月下旬 | 議員事務所               | 2022年3月10日辞職                                                 |
| 奥原信也   | 500,000    | 平成31年4月上旬 | 後援会事務所             |                                                                   |
| 三宅正明   | 300,000    | 平成31年4月上句 | 後援会瀬野連絡所         | 2024年11月6日付で失職                                             |
| 山下智之   | 300,000    | 平成31年4月上旬 | 山下招之方               | 辞職せず任期満了 2023年県議選 再当選                              |
| 木戸経康   | 300,000    | 平成31年4月上旬 | 選挙事務所               | 2022年2月18日辞職                                                 |
| 窪田泰久   | 300,000    | 平成31年4月上旬 | 後援会事務所             | 辞職せず任期満了 2023年県議選 再当選                              |
| 谷口修     | 500,000    | 平成31年4月上旬 | 谷口修方                 | 2023年4月任期満了、政界引退                                       |
| 伊藤昭善   | 300,000    | 平成31年4月上句 | 議員事務所前駐車場       | 2023年4月9日広島市議選 落選                                       |
| 沖井純     | 500,000    | 平成31年4月中旬 | 議員事務所               | 辞職せず任期満了 2023年県議選 再当選                              |
| 沖宗正明   | 300,000    | 平成31年4月中旬 | 後援会事務所             | 2022年2月4日辞職                                                  |
| 仁井田和之 | 200,000    | 平成31年4月中旬 | 自宅兼事務所             |                                                                   |
| 高山博州   | 300,000    | 平成31年4月中旬 | 議員事務所               | 2022年2月7日辞職                                                  |
| 平本英司   | 300,000    | 平成31年4月中句 | 後援会事務所             | 2022年2月10日辞職                                                 |
| 小坂眞治   | 200,000    | 平成31竿4月中旬 | 小坂眞治方               | 2020年4月辞職                                                     |
| 砂原克規   | 200,000    | 令和元年5月上句 | 議員事務所               | 2022年3月15日辞職                                                 |
| 繁政秀子   | 300,000    | 令和元年5月中旬 | 河井案里選挙事務所       | 2020年6月辞職                                                     |
| 宮本新八   | 200,000    | 令和元年5月下旬 | 北広居町商工会           | 2022年3月15日辞職                                                 |
| 石橋竜史   | 300,000    | 令和元年5月下旬 | 河井克行事務所           | 2024年5月2日付けで失職                                            |
| 児玉浩     | 300,000    | 令和元年5月下旬 | 駐車場に駐車中の自動車内 |                                                                   |
| 渡辺典子   | 200,000    | 令和元年5月下句 | 駐車場に駐車中の自動車内 | 在宅起訴 現職                                                     |
| 伊藤照善   | 200,000    | 令和元年6月上旬 | 駐車場に駐車中の自動車内 | 2023年4月9日広島市議選 落選                                       |
| 今田良治   | 200,000    | 令和元年6月上旬 | 後援会事務所             |                                                                   |
| 沖宗正明   | 200,000    | 令和元年6月上旬 | 沖宗正明方               |                                                                   |
| 海徳裕志   | 200,000    | 令和元年6月上旬 | 議員事務所               |                                                                   |
| 砂原克規   | 300,000    | 令和元年6月上旬 | 議員事務所               |                                                                   |
| 藤田博之   | 200,000    | 令和元年6月上旬 | 讓員事務所               |                                                                   |
| 三宅正明   | 200,000    | 令和元年6月上旬 | 議員事務所               |                                                                   |
| 天満祥典   | 1,000,000  | 令和元年6月上句 | 飲食店内                 |                                                                   |
| 岡崎哲夫   | 200,000    | 令和元年6月上旬 | 後援会事務所             |                                                                   |
| 豊島岩白   | 200,000    | 令和元年6月上旬 | 議員事務所               |                                                                   |
| 青原敏治   | 100,000    | 令和元年6月上旬 | 青原敏治方               | 2020年7月17日辞職                                                 |
| 八軒幹夫   | 200,000    | 令和元年6月上旬 | 議員事務所               |                                                                   |
| 佐藤一直   | 300,000    | 令和元年6月中旬 | 河井案里選挙事務所       | 辞職せず任期満了、出馬せず                                        |
| 奥原信也   | 1,000,000  | 令和元年6月下旬 | 後援会事務所             |                                                                   |
| 藤田俊雄   | 100,000    | 令和元年6月下旬 | 藤田俊雄方前路上         | 2021年任期満了、政界引退                                          |
| 杉原孝一郎 | 300,000    | 令和元年7月上旬 | 杉原孝一郎方             | 2022年3月9日辞職                                                  |
| 土井正純   | 300,000    | 令和元年7月中旬 | 河井案里選挙事務所       | 2022年2月1日辞職                                                  |

7月8日、公職選挙法違反（買収）の罪で妻の案里と共に起訴された。同月9日、保釈を請求したが、15日、保釈請求は却下された。8月7日、2回目の保釈請求をしたが、13日、再び却下される。
8月25日、初公判が開かれ、河井夫妻は無罪を主張した。克行の弁護人は、初公判の終了後、東京地裁に3回目の保釈請求をしたが、26日、却下された。27日、弁護人は保釈請求を却下した東京地裁の決定を不服として、東京高裁に抗告したが、28日、棄却された。9月9日、弁護人は東京地裁に4回目の保釈請求をしたが、10日、却下された。11日、決定を不服として、克行自ら東京高裁に抗告したが棄却された。さらに最高裁に特別抗告を行ったが15日に棄却され、同日の第8回公判終了後に自身の弁護士6人全員を解任した。16日、東京地裁は克行の弁護人全員解任を受け、夫妻の公判を分離して進めることを決めた。10月20日、計5人の弁護人を新たに選任。22日、案里の公判に証人として初めて出廷したが、検察側の尋問に対し、必要なことは自分自身の裁判で話すとして証言を拒絶する姿勢を見せた。
2021年2月3日、案里が議員辞職。2日後の5日に有罪判決が確定し、当選無効となる。

### 秘書給与ピンハネ疑惑
日刊ゲンダイが「自民代議士の秘書給与ピンハネ疑惑」という見出しで、河井事務所が支援者を公設秘書として登録していながらも給与を渡さずにピンハネしていたと報じた。河井側は「登録している3人の秘書は実働しており、給与はそのまま本人らに支払われている」として名誉棄損で日刊ゲンダイを刑事告訴した。後にこの記事は事実無根だったとして、日刊ゲンダイは訂正とお詫びの記事を掲載した。

### 秘書への暴行
2016年、河井が元秘書兼運転手に暴行を働いたとして刑事告訴されていたことが明らかになった。元秘書はハンドルを握る左腕を革靴で蹴りつけられ、全治14日間のケガをしたと主張したが、当局は河井を不起訴に決した。なお元秘書は河井事務所を退職後、河井の政治活動用ポスターを深夜に剥がして回っているところを警察官に現行犯逮捕された。

### スピード違反の揉み消し疑惑
週刊文春によると、2019年の参院選をめぐるトラブル以前から、河井が秘書にスピード違反や、高速道路で極度に車間距離を詰める「あおり運転」を命じているといった情報が度々寄せられてきた。また、秘書や事務所スタッフへのパワハラなどもしばしばあったといわれており、かつての秘書は「克行氏のパワハラは特に車中でひどかった。私は運転手を兼ねた秘書をしていましたが、とにかく、車に乗ると些細なことで一日中怒られます。」と証言している。この秘書は運転中の秘書と河井のやり取りを録音していたが、雪が舞う真冬のある日、広島の県北へ向かう中国自動車道では以下のようなやり取りがおさめられている。
その後ももっと速度を出すように指示を出したり、「（前の車との距離を）詰めなさいって、だから車線を。怖くないから」、「ほんと頑固だね、君は。頭柔らかくしろ、頭柔らかく。自分のやり方ばっかりじゃないか、運転一つとっても。よくわかりますよ、人の言うこと聞かない」と叱ったりした。この他にも、法務大臣就任後も地元選挙区で行われた北広島町のイベントに出席するため、運転手に80キロ制限の高速道路を60キロオーバーの140キロで走行させたという。警護した広島県警の後続車両は、140キロで走行した河井の車を追いかけたが、事務所に注意を促す電話を入れただけで、道路交通法違反で検挙しなかったという。

### 2005年衆院選における現金持参疑い
2005年のいわゆる郵政解散に伴う衆議院議員選挙投開票前に、克行が出馬した地元市議に現金を持参した疑いのあることが2020年6月24日、分かった。元市議が証言したと伝えられた。

### 対立候補へのインターネット工作
2020年10月19日、都内のインターネット関連のコンサルタント業者は克行から依頼され、架空の人物を装ってブログを開設し、溝手顕正本人や溝手を支援する自民党広島県連が案里をいじめているとなどと、溝手顕正側が悪い印象を持たれるような投稿を繰り返し、投稿内容は克行から具体的な指示を受け投稿前に克行が文章を確認した、一方で、案里の印象が良くなるような対策をネット上で講じていたと裁判で判明した。

## 新聞社によるアンケートへの回答
- 永住外国人への地方参政権付与に反対[148]。
- 日本国憲法の改正、集団的自衛権の行使を禁じた内閣法制局の憲法解釈の見直しに賛成[149]。
- 日本の核武装について「将来にわたって検討すべきでない」としている[149]。
- 女性宮家の創設に賛成[149]。
- 2012年時点では、日本のTPP参加に反対だった[149]。
- 選択的夫婦別姓制度導入について、2014年の調査では「どちらとも言えない」としていたが[150]、2017年の調査では、どちらかと言えば反対、としている[151]。

## 所属団体・議員連盟
- きさらぎ会幹事長
- 神道政治連盟国会議員懇談会[152]
- みんなで靖国神社に参拝する国会議員の会[152]
- 国家主権と国益を守るために行動する議員連盟（副座長）
- TPP交渉における国益を守り抜く会

## 著書
- 『国家としての宇宙戦略論』（河井克行、五代富文、田中俊二、志方俊之、稗田浩雄、中須賀真一、青木節子（共著）、誠文堂新光社、2006年7月25日、ISBN 978-4-416-80636-4）
- 『司法の崩壊』（PHP研究所、2008年9月27日、ISBN 978-4-569-70313-8）
- 『獄中日記　―塀の中に落ちた法務大臣の1160日―』（飛鳥新社、2024年6月28日、ISBN 978-4868010203）

## 関連書籍
- 中国新聞「決別 金権政治」取材班 『ばらまき 河井夫妻大規模買収事件 全記録』集英社、2021年12月　ISBN 978-4087817133
- 常井健一『おもちゃ 河井案里との対話』文藝春秋、2022年2月　ISBN 978-4163914701
- 中国新聞「決別 金権政治」取材班・著『ばらまき 選挙と裏金（集英社文庫）』（2024年8月21日、集英社）ISBN 978-4087446852
2021年12月発売の『ばらまき 河井夫妻大規模買収事件 全記録』に2022年以降の取材の経過を大幅に加筆して1冊にまとめ、全460ページのうち4割近くを新たに書き下ろし。

## 寄稿
- 月刊Hanada2022年3月号（2022年1月26日、飛鳥新社）河井克行（元法務大臣）獄中手記「闇に葬られた「買収事件」の真実」を掲載（ページ数：14ページ）。
- 月刊Hanada2024年8月号 安倍晋三元総理三回忌大特集号 (2024年6月26日、飛鳥新社）総力大特集 安倍総理を思わない日はない！ 河井克行「米議会演説、いま明かす挑戦の舞台裏」

## 連載
- 河井克行（元法務大臣）『獄中日記』（月刊Hanada2022年6月号（第1回）- 2024年2月号（最終回）全21回）
- 河井克行（元法務大臣）『いざ、再出発！』（月刊Hanada2024年3月号 - ）

## 出演・取材
- YouTubeチャンネル『ReHacQ』
  - 【兵庫県知事選でも問題】公職選挙法の闇！なぜ逮捕？【石丸伸二を生んだ男】[153]（2024年11月29日）
  - 【石丸伸二生んだ男…河井克行】獄中1160日！兵庫県知事選でも問題…なぜ逮捕された？【ReHacQ】[154]（2024年12月4日）
  - 【刑期満了！河井克行完全無敵に…】前代未聞のガチ放談　安倍・トランプ外交のキーマンが激白！トランプの狙いと石破政権【ReHacQ】（2024年12月１５日）
- 月刊Hanadaチャンネル生放送
  - 第８３回【ゲスト 河井克行・山上信吾】「石破・トランプ会談、徹底分析！」（2025年2月12日）　
  - 第７１回【ゲスト 河井克行元法務大臣】「石破総理はトランプ大統領と渡り合えるのか？」（2024年11月13日）　
  - 特別生放送！【ゲスト河井克行元法務大臣】「出所後、初めて語る『政治とカネ』と獄中生活」（2023年12月21日）

- 共同通信４７NEWS　史上初、入獄した元法務大臣の河井克行氏が見た刑務所の世界　「次は良い大臣になるよ」その言葉の真意とは？（2024年10月８日）
- JBPress【著者に聞く】逮捕・実刑判決をくらった元法務大臣は、なぜ塀の中で獄中日記を書き続けたのか？（2024年10月12日）
- JBPress【著者に聞く】逮捕・収監された元法務大臣が体験したムショ生活と「囚人のパラドックス」（2024年10月1３日）
- 弁護士ドットコム「刑務所は再犯生産工場や」　刑期を終えた河井元法相　獄中で初めて知った受刑者たちの”声なき声” （2024年1１月４日）
- ニコニコチャンネル　サンデー毎日デジタル「西田亮介の深層熟考」 第2回「刑務所の闇、検察・司法の闇、米大統領選の闇」（2024年11月22日）
- ニッポン放送　辛抱治郎ズームそこまで言うか！【河井克行元法相が語る、公職選挙法の捜査の公平性】（2024年12月11日）
- ABEMA TV ABEMA的ニュースショー【史上初めて受刑者となった法務大臣河井克行生出演】（2024年12月15日）
  - https://times.abema.tv/articles/-/10155587
  - https://times.abema.tv/articles/-/10155590
  - https://times.abema.tv/articles/-/10155754
  - https://times.abema.tv/articles/-/10155933
  - https://times.abema.tv/articles/-/10155934
  - https://times.abema.tv/articles/-/10156095
  - https://times.abema.tv/articles/-/10156096

## 講演
- 日本犯罪社会学会 第51回（2024年度）大会 テーマセッションA「拘禁刑施行に向けて刑務所と刑務官に期待すること」3.大声で怒鳴るだけでは人は更生しない〜受刑者たちの“声なき声”は聞こえているか〜河井 克行（元法務大臣）[155][156]（2024年10月19日、京都大学文学部校舎2階 第3講義室[157]）[49][158][159][160]
- 伊藤塾「明日の法律家講座」東京校第３６２回　「塀の中に落ちた法務大臣の1160日〜検察、司法、メディア、刑事行政を考える」